# Kanton Gaillard
Gaillard is een kanton van het Franse departement Haute-Savoie. Het kanton maakt deel uit van het arrondissement Saint-Julien-en-Genevois en telde 40.541 inwoners in 2018.
Het kanton werd gevormd ingevolge het decreet van 13 februari 2014 met uitwerking op 22 maart 2015.

## Gemeenten
Het kanton omvat de volgende gemeenten:
- Arthaz-Pont-Notre-Dame
- Bonne
- Cranves-Sales
- Étrembières
- Gaillard
- Juvigny
- Lucinges
- Machilly
- Saint-Cergues
- Vétraz-Monthoux